# Japanische Formel-3-Meisterschaft 2015
Die japanische Formel-3-Meisterschaft 2015 (offiziell Japanese Formula 3 Championship 2015) war die 37. Saison der japanischen Formel-3-Meisterschaft. Sie begann am 18. April in Suzuka und endete am 18. Oktober in Sugō. Nick Cassidy gewann die Meisterschaft der Fahrer.

## Teams und Fahrer
Alle Fahrer, deren Chassis Baujahr vor dem Jahr 2012 lag, waren auch in der nationalen Klasse wertungsberechtigt.
| Team                        | Nr. | Fahrer               | Chassis      | Motor        | Rennwochenende |
| --------------------------- | --- | -------------------- | ------------ | ------------ | -------------- |
| Toda Racing                 | 02  | Keishi Ishikawa      | Dallara F312 | Toda         | 1–8            |
| Exedy Racing Team           | 03  | Ai Miura             | Dallara F307 | Toyota TOM’S | 1–8            |
| KRC Hanashima Racing        | 05  | Alex Yang            | Dallara F306 | Toyota TOM’S | 1–8            |
| Tairoku Hanashima Racing    | 28  | Tairoku Yamaguchi    | Dallara F312 | Toyota TOM’S | 1–8            |
| HFDP Racing                 | 07  | Nirei Fukuzumi       | Dallara F312 | Honda        | 1–8            |
| HFDP Racing                 | 08  | Tsubasa Takahashi    | Dallara F312 | Honda        | 1–8            |
| RSS with B-Max Racing Team  | 13  | Motoyoshi Yoshida    | Dallara F312 | Toyota TOM’S | 1–5            |
| RSS with B-Max Racing Team  | 13  | Motoyoshi Yoshida    | Dallara F306 | Toyota TOM’S | 6              |
| B-Max Racing Team with NDDP | 22  | Lucas Ordoñez        | Dallara F312 | Toyota TOM’S | 1–3, 5–8       |
| B-Max Racing Team with NDDP | 22  | Daiki Sasaki         | Dallara F312 | Toyota TOM’S | 4              |
| B-Max Racing Team with NDDP | 23  | Mitsunori Takaboshi  | Dallara F315 | Toyota TOM’S | 1–8            |
| B-Max Racing Team           | 30  | Dragon               | Dallara F308 | Toyota TOM’S | 1–8            |
| B-Max Racing Team           | 50  | Katsumasa Chiyo      | Dallara F312 | Toyota TOM’S | 6              |
| B-Max Racing Team           | 50  | Yūhi Sekiguchi       | Dallara F312 | Toyota TOM’S | 7, 8           |
| FSC Motorsport              | 18  | Guillaume Cunnington | Dallara F307 | Toyota TOM’S | 1–3, 6–8       |
| KCMG                        | 19  | Struan Moore         | Dallara F312 | Toyota TOM’S | 1–8            |
| Petronas Team TOM’S         | 36  | Kenta Yamashita      | Dallara F312 | Toyota TOM’S | 1–8            |
| Petronas Team TOM’S         | 37  | Nick Cassidy         | Dallara F314 | Toyota TOM’S | 1–8            |
| TOM’S                       | 38  | Ryo Ogawa            | Dallara F306 | Toyota TOM’S | 1–8            |
| CMS                         | 77  | Masaru Miura         | Dallara F306 | Toyota TOM’S | 1–8            |

## Rennkalender
Die Saison 2015 umfasste acht Rennwochenenden mit insgesamt 17 Rennen. Das erste, dritte, sechste, siebte und achte Rennwochenende fanden im Rahmen der Super Formula statt.
| Nr. | Datum       | Rennstrecke | Sieger              | Zweiter             | Dritter             |
| --- | ----------- | ----------- | ------------------- | ------------------- | ------------------- |
| 1.  | 18. April   | Suzuka      | Mitsunori Takaboshi | Keishi Ishikawa     | Tsubasa Takahashi   |
| 2.  | 19. April   | Suzuka      | Nick Cassidy        | Mitsunori Takaboshi | Kenta Yamashita     |
| 3.  | 09. Mai     | Motegi      | Nick Cassidy        | Kenta Yamashita     | Mitsunori Takaboshi |
| 4.  | 10. Mai     | Motegi      | Kenta Yamashita     | Mitsunori Takaboshi | Nick Cassidy        |
| 5.  | 10. Mai     | Motegi      | Kenta Yamashita     | Nirei Fukuzumi      | Nick Cassidy        |
| 6.  | 23. Mai     | Mimasaka    | Nick Cassidy        | Lucas Ordoñez       | Mitsunori Takaboshi |
| 7.  | 24. Mai     | Mimasaka    | Kenta Yamashita     | Nick Cassidy        | Mitsunori Takaboshi |
| 8.  | 06. Juni    | Fuji        | Kenta Yamashita     | Nick Cassidy        | Mitsunori Takaboshi |
| 9.  | 07. Juni    | Fuji        | Nick Cassidy        | Mitsunori Takaboshi | Kenta Yamashita     |
| 10. | 27. Juni    | Mimasaka    | Mitsunori Takaboshi | Kenta Yamashita     | Lucas Ordoñez       |
| 11. | 28. Juni    | Mimasaka    | Mitsunori Takaboshi | Kenta Yamashita     | Lucas Ordoñez       |
| 12. | 18. Juli    | Fuji        | Nick Cassidy        | Nirei Fukuzumi      | Mitsunori Takaboshi |
| 13. | 19. Juli    | Fuji        | Kenta Yamashita     | Nick Cassidy        | Nirei Fukuzumi      |
| 14. | 22. August  | Motegi      | Nirei Fukuzumi      | Nick Cassidy        | Kenta Yamashita     |
| 15. | 23. August  | Motegi      | Nirei Fukuzumi      | Kenta Yamashita     | Mitsunori Takaboshi |
| 16. | 17. Oktober | Sugō        | Nick Cassidy        | Lucas Ordoñez       | Nirei Fukuzumi      |
| 17. | 18. Oktober | Sugō        | Nick Cassidy        | Lucas Ordoñez       | Kenta Yamashita     |

## Wertungen

### Punktesystem
Die Punkte wurden nach folgendem Schema vergeben:
| Platz  | 1  | 2 | 3 | 4 | 5 | 6 | PP | SR |
| Punkte | 10 | 7 | 5 | 3 | 2 | 1 | 1  | 1  |

### Fahrerwertung
| Pos. | Fahrer        | SUZ | SUZ | MO1 | MO1 | MO1 | OK1 | OK1 | FU1 | FU1 | OK2 | OK2 | FU2 | FU2 | MO2 | MO2 | SUG | SUG | Punkte |
| ---- | ------------- | --- | --- | --- | --- | --- | --- | --- | --- | --- | --- | --- | --- | --- | --- | --- | --- | --- | ------ |
| 01   | N. Cassidy    | 10  | 1   | 1   | 3   | 3   | 1   | 2   | 2   | 1   | 5   | 4   | 1   | 2   | 2   | 5   | 1   | 1   | 129    |
| 02   | K. Yamashita  | 16* | 3   | 2   | 1   | 1   | 8   | 1   | 1   | 3   | 2   | 2   | 5   | 1   | 3   | 2   | 4   | 3   | 113    |
| 03   | M. Takaboshi  | 1   | 2   | 3   | 2   | 4   | 3   | 3   | 3   | 2   | 1   | 1   | 3   | DNF | 4   | 3   | 5   | 8   | 92     |
| 04   | N. Fukuzumi   | 5   | 7   | 4   | 4   | 2   | 7   | 5   | 5   | 4   | 4   | 5   | 2   | 3   | 1   | 1   | 3   | 5   | 72     |
| 05   | L. Ordoñez    | 4   | 5   | 6   | 6   | 6   | 2   | 4   |     |     | 3   | 3   | 9   | 6   | 9   | DNF | 2   | 2   | 43     |
| 06   | T. Takahashi  | 3   | 4   | 5   | 5   | 5   | 5   | 6   | 7   | 8   | 9   | 8   | 4   | DNF | 8   | 6   | 8   | 6   | 22     |
| 07   | K. Ishikawa   | 2   | 6   | 8   | 8   | 7   | 13* | DNF | 6   | 6   | 6   | 6   | 8   | 7   | 6   | 4   | 6   | 4   | 20     |
| 08   | S. Moore      | 6   | 8   | 7   | 7   | 8   | 4   | 7   | 8   | 7   | 7   | 7   | 7   | 5   | 7   | 7   | 9   | 7   | 6      |
| 09   | D. Sasaki     |     |     |     |     |     |     |     | 4   | 5   |     |     |     |     |     |     |     |     | 5      |
| 10   | K. Chiyo      |     |     |     |     |     |     |     |     |     |     |     | 6   | 4   |     |     |     |     | 4      |
| 11   | Y. Sekiguchi  |     |     |     |     |     |     |     |     |     |     |     |     |     | 5   | DNF | 7   | 9   | 2      |
| 12   | T. Yamaguchi  | 7   | 9   | 9   | 9   | 9   | 6   | 8   | 9   | 9   | 8   | 9   | 10  | 8   | 10  | 8   | 10  | 12  | 1      |
| –    | A. Miura      | 8   | 11  | 10  | 11  | 11  | DNF | 10  | 11  | 11  | 10  | 11  | 12  | 10  | 12  | 10  | 12  | 11  | 0      |
| –    | R. Ogawa      | 9   | 10  | 11  | 10  | 10  | 9   | 9   | 10  | 10  | 11  | 10  | 11  | 9   | 11  | 9   | 11  | 10  | 0      |
| –    | A. Yang       | 13  | 15  | DNF | 14  | 14  | 10  | 13  | DNF | 15  | 15  | DNF | 14  | 13  | DNF | 12  | DNF | 15  | 0      |
| –    | Dragon        | 11  | 12  | 12  | 12  | 12  | DNF | 11  | 12  | 12  | 12  | 12  | 13  | 11  | 13  | 11  | 13  | 13  | 0      |
| –    | M. Yoshida    | 12  | 14  | 14  | DNF | DNF | 11  | 12  | 13  | 13  | 14  | 14  | 17  | 14  |     |     |     |     | 0      |
| –    | M. Miura      | 14  | 13  | 13  | 13  | 13  | 12  | DNF | 14  | 14  | 13  | 13  | 15  | 12  | 14  | 13  | 14  | DNF | 0      |
| –    | G. Cunnington | 15  | 16  | 15  | 15  | DNF | WD  | WD  |     |     |     |     | 16  | 15  | NC  | DNF | 15  | 14  | 0      |
| Pos. | Fahrer        | SUZ | SUZ | MO1 | MO1 | MO1 | OK1 | OK1 | FU1 | FU1 | OK2 | OK2 | FU2 | FU2 | MO2 | MO2 | SUG | SUG | Punkte |

| Farbe                        | Bedeutung                               | Bedeutung |
| ---------------------------- | --------------------------------------- | --- |
| Gold                         | Sieger                                  | Sieger |
| Silber                       | 2. Platz                                | 2. Platz |
| Bronze                       | 3. Platz                                | 3. Platz |
| Grün                         | Platzierung in den Punkten              | Platzierung in den Punkten |
| Blau                         | Klassifiziert außerhalb der Punkteränge | Klassifiziert außerhalb der Punkteränge                                                                                         |
| Violett                      | Rennen nicht beendet (DNF)              | Rennen nicht beendet (DNF) |
| Violett                      | nicht klassifiziert (NC)                | |
| Rot                          | nicht qualifiziert (DNQ)                | nicht qualifiziert (DNQ) |
| Schwarz                      | disqualifiziert (DSQ)                   | disqualifiziert (DSQ) |
| Weiß                         | nicht am Start (DNS)                    | nicht am Start (DNS) |
| Weiß                         | zurückgezogen (WD)                      | |
| Weiß                         | Rennen abgesagt (C)                     | |
| Blanko                       | nicht teilgenommen                      | nicht teilgenommen |
| Blanko                       | verletzt oder krank (INJ)               | |
| Blanko                       | ausgeschlossen (EX)                     | |
| sonstige Formate und Zeichen | P/fett                                  | Pole-Position |
| sonstige Formate und Zeichen | kursiv                                  | Schnellste Rennrunde (in der GP2-Serie/FIA-Formel-2-Meisterschaft ab 2008 für die schnellste Rennrunde der besten zehn Piloten) |
| sonstige Formate und Zeichen | *                                       | nicht im Ziel, aufgrund der zurückgelegten Distanz aber gewertet                                                                |
| sonstige Formate und Zeichen | unterstrichen                           | Führender in der Gesamtwertung                                                                                                  |

| Farbe                        | Bedeutung                               | Bedeutung |
| ---------------------------- | --------------------------------------- | --- |
| Gold                         | Sieger                                  | Sieger |
| Silber                       | 2. Platz                                | 2. Platz |
| Bronze                       | 3. Platz                                | 3. Platz |
| Grün                         | Platzierung in den Punkten              | Platzierung in den Punkten |
| Blau                         | Klassifiziert außerhalb der Punkteränge | Klassifiziert außerhalb der Punkteränge                                                                                         |
| Violett                      | Rennen nicht beendet (DNF)              | Rennen nicht beendet (DNF) |
| Violett                      | nicht klassifiziert (NC)                | |
| Rot                          | nicht qualifiziert (DNQ)                | nicht qualifiziert (DNQ) |
| Schwarz                      | disqualifiziert (DSQ)                   | disqualifiziert (DSQ) |
| Weiß                         | nicht am Start (DNS)                    | nicht am Start (DNS) |
| Weiß                         | zurückgezogen (WD)                      | |
| Weiß                         | Rennen abgesagt (C)                     | |
| Blanko                       | nicht teilgenommen                      | nicht teilgenommen |
| Blanko                       | verletzt oder krank (INJ)               | |
| Blanko                       | ausgeschlossen (EX)                     | |
| sonstige Formate und Zeichen | P/fett                                  | Pole-Position |
| sonstige Formate und Zeichen | kursiv                                  | Schnellste Rennrunde (in der GP2-Serie/FIA-Formel-2-Meisterschaft ab 2008 für die schnellste Rennrunde der besten zehn Piloten) |
| sonstige Formate und Zeichen | *                                       | nicht im Ziel, aufgrund der zurückgelegten Distanz aber gewertet                                                                |
| sonstige Formate und Zeichen | unterstrichen                           | Führender in der Gesamtwertung                                                                                                  |